# Joseph Lopy
Joseph Lopy, né le 15 mars 1992 à Ziguinchor, est un footballeur international sénégalais qui évolue au poste de milieu défensif.
Sélectionné à sept reprises avec le Sénégal, il remporte la CAN 2021.

## Biographie

### Débuts professionnels
Joseph Lopy joue au football dans les rues de Ziguinchor quand son talent de footballeur est remarqué. Il intègre rapidement l'Institut Diambars de Bernard Lama à Saly.
Le 21 janvier 2011, il signe un contrat de stagiaire avec le FC Sochaux-Montbéliard. 
Alors que le FC Sochaux a de mauvais résultats et que beaucoup de joueurs sont blessés, Lopy est titularisé pour son premier match en pro le 16 octobre 2011 lors d'une défaite trois buts à zéro en déplacement au Valenciennes FC. En mars 2012, quand Éric Hély prend la place de Mécha Baždarević, remercié à la suite des mauvais résultats du club, il fait de Joseph Lopy un titulaire au milieu de terrain et les résultats du FCSM s'améliorent. À l'issue de la victoire du FC Sochaux sur l'OGC Nice le 18 mars 2012, Lopy apparaît dans le onze d'Europe du journal L'Équipe.
Il signe son premier contrat professionnel avec le FC Sochaux-Montbéliard le 22 mai 2012 à l'issue de la saison 2011-2012 et après avoir déjà participé à quatorze matchs de Ligue 1 dont douze en tant que titulaire.
En fin de contrat avec le FC Sochaux en juin 2015, un ans après la relégation du club, il n'est pas conservé. 

### Signature en National puis retour en Ligue 2
Sans club malgré plusieurs essais dans des clubs de Ligue 2, le milieu de terrain sénégalais signe jusqu’à la fin de la saison à l'US Boulogne-sur-Mer, pensionnaire de National. Il marque dès son premier match de championnat malgré une défaite contre l'USL Dunkerque.
Le 2 juin 2016, il s'engage avec le club du Clermont Foot, en Ligue 2. 
Le Clermont Foot 63 décide de ne pas renouveler son contrat après la saison 2017-2018. Il s'engage ensuite le 29 juin 2018 avec l'US Orléans.
Arrivé en fin de contrat avec l'US Orléans à l'issue de la saison 2019-2020 qui voit le club orléanais relégué en National, Lopy fait son retour dans son club formateur du FC Sochaux-Montbéliard, avec qui il s'engage pour trois saisons.
Le 25 janvier 2023, le Nîmes Olympique annonce la signature d'un contrat de six mois avec Joseph Lopy qui portera le numéro 28. Il rejoint le SCO d'Angers l'été suivant.
Après une première saison au club il est vice-champion de Ligue 2 et retrouve la Ligue 1. Lors des six premiers mois de la saison suivante, il ne prend finalement part à aucun match et est libéré par le club en février pour pouvoir terminer la saison avec le Pau FC en Ligue 2.

### Carrière internationale
Passé par les différentes sélections nationales depuis les U15, Joseph Lopy a participé à la campagne de qualification des U23 sénégalais pour les Jeux olympiques de Londres. Sa première titularisation avec les U23 s'est faite lors du match contre le Maroc U23, match nul et vierge.
Il est sélectionné pour participer à la Coupe d'Afrique des nations de football 2021 avec le Sénégal. Il prend part à deux matchs en entrant en jeu lors d'un match de poule et lors du huitième de finale et remporte la CAN à l'issue d'une séance de pénaltys en finale contre l'Égypte.

### Vie personnelle
Joseph Romeric Lopy est originaire du sud du Sénégal et il est entré à l’Institut Diambars à l’âge de 13 ans pour y suivre une formation de cinq ans à l’issue de laquelle il a obtenu un Baccalauréat section Littéraire. Ce féru de philosophie et de lettres fut repéré par le FC Sochaux-Montbéliard à ses 18 ans pour y intégrer les équipes de jeunes du centre de formation.
Son modèle est l'ancien joueur et capitaine de Liverpool Steven Gerrard, il porte d'ailleurs le numéro 8 en référence à son joueur préféré.
On peut retrouver Joseph Lopy dans le documentaire « Diambars – Les guerriers du foot africain » réalisé par Jean-Thomas Ceccaldi et qui fut diffusé sur France 4 en 2012.

## Statistiques

### Statistiques détaillées
| Saison                | Club                   | Championnat           | Championnat | Championnat | Coupe nationale | Coupe nationale | Coupe de la Ligue | Coupe de la Ligue | Total | Total |
| Saison                | Club                   | Division              | M.          | B.          | M.              | B.              | M.                | B.                | M.    | B.    |
| 2011-2012             | FC Sochaux-Montbéliard | Ligue 1               | 14          | 0           | -               | -               | -                 | -                 | 14    | 0     |
| 2012-2013             | FC Sochaux-Montbéliard | Ligue 1               | 17          | 0           | 1               | 0               | -                 | -                 | 18    | 0     |
| 2013-2014             | FC Sochaux-Montbéliard | Ligue 1               | 10          | 1           | -               | -               | 1                 | 0                 | 11    | 1     |
| 2014-2015             | FC Sochaux-Montbéliard | Ligue 2               | 15          | 0           | 2               | 0               | -                 | -                 | 17    | 0     |
| Sous-total            | Sous-total             | Sous-total            | 56          | 1           | 3               | 0               | 1                 | 0                 | 60    | 1     |
| 2015-2016             | US Boulogne            | National              | 21          | 4           | 3               | 1               | -                 | -                 | 24    | 5     |
| 2016-2017             | Clermont Foot 63       | Ligue 2               | 33          | 3           | 3               | 3               | 1                 | 0                 | 37    | 6     |
| 2017-2018             | Clermont Foot 63       | Ligue 2               | 19          | 2           | -               | -               | -                 | -                 | 19    | 2     |
| Sous-total            | Sous-total             | Sous-total            | 52          | 5           | 3               | 3               | 1                 | 0                 | 56    | 8     |
| 2018-2019             | US Orléans             | Ligue 2               | 36          | 4           | 5               | 1               | 4                 | 1                 | 45    | 6     |
| 2019-2020             | US Orléans             | Ligue 2               | 26          | 5           | 1               | 0               | 2                 | 0                 | 29    | 5     |
| Sous-total            | Sous-total             | Sous-total            | 62          | 9           | 6               | 1               | 6                 | 1                 | 74    | 11    |
| 2020-2021             | FC Sochaux-Montbéliard | Ligue 2               | 31          | 1           | 3               | 0               | -                 | -                 | 34    | 1     |
| 2021-2022             | FC Sochaux-Montbéliard | Ligue 2               | 18+2        | 1           | 2               | 0               | -                 | -                 | 22    | 1     |
| 2022-2023             | FC Sochaux-Montbéliard | Ligue 2               | -           | -           | 2               | 0               | -                 | -                 | 2     | 0     |
| Sous-total            | Sous-total             | Sous-total            | 51          | 2           | 7               | 0               | -                 | -                 | 58    | 2     |
| 2022-2023             | Nîmes Olympique        | Ligue 2               | 16          | 0           | -               | -               | -                 | -                 | 16    | 0     |
| 2023-2024             | Angers SCO             | Ligue 2               | 24          | 3           | 1               | 0               | -                 | -                 | 25    | 3     |
| 2024-2025             | Pau FC                 | Ligue 2               | 7           | 0           | -               | -               | -                 | -                 | 7     | 0     |
| Total sur la carrière | Total sur la carrière  | Total sur la carrière | 289         | 24          | 23              | 5               | 8                 | 1                 | 320   | 30    |

### En équipe nationale
| Saison                | Sélection             | Phases finales        | Phases finales | Phases finales | Phases finales | Éliminatoires | Éliminatoires | Éliminatoires | Matchs amicaux | Matchs amicaux | Matchs amicaux | Total | Total | Total |
| Saison                | Sélection             | Compétition           | M              | B              | Pd             | M             | B             | Pd            | M              | B              | Pd             | M     | B     | Pd    |
| --------------------- | --------------------- | --------------------- | -------------- | -------------- | -------------- | ------------- | ------------- | ------------- | -------------- | -------------- | -------------- | ----- | ----- | ----- |
| 2020-2021             | Sénégal               | -                     | -              | -              | -              | 1             | 0             | 0             | 2              | 0              | 0              | 3     | 0     | 0     |
| 2021-2022             | Sénégal               | CAN 2021              | 2              | 0              | 0              | 2             | 0             | 0             | -              | -              | -              | 4     | 0     | 0     |
| Total sur la carrière | Total sur la carrière | Total sur la carrière | 2              | 0              | 0              | 3             | 0             | 0             | 2              | 0              | 0              | 7     | 0     | 0     |

## Palmarès

### En club
Il est vice-champion de Ligue 2 en 2024 avec le SCO Angers.

### En équipe nationale
Il remporte la coupe d'Afrique des nations en 2022 avec le Sénégal.